# Бредау, Андреас
Андреас Бредау (нем. Andreas Bredau, 21 марта 1984, Бург, Саксония-Анхальт) — немецкий бобслеист, разгоняющий, выступает за сборную Германии с 2005 года. Чемпион мира и Европы, обладатель Кубка мира.

## Биография
Андреас Бредау родился 21 марта 1984 года в Бурге, Саксония-Анхальт. Выступать на профессиональном уровне начал в 2005 году и сразу же был взят в национальную команду Германии.
Первого значительного успеха добился на Кубке мира 2009/10, когда на январском этапе в швейцарском Санкт-Морице со своей четвёркой смог подняться до второго места. Благодаря этому успеху вызван на Олимпийские игры в Ванкувер, однако выступил там неудачно, заняв в состязаниях четвёрок лишь седьмое место. Находясь в команде Мануэля Махаты, в 2011 году выиграл золото чемпионата мира в Кёнигсзее среди четвёрок и удостоился серебряной награды за участие в заездах экипажей из двух человек. Вскоре стал золотым призёром европейского первенства. На Кубке мира 2010/11 продолжил череду успешных выступлений, выиграл три этапа в составе четвёрки и занял первое место в общем зачёте, тогда как в двойках им пришлось уступить российской команде Александра Зубкова. На мировом первенстве 2012 года в американском Лейк-Плэсиде выиграл бронзу в четвёрках, год спустя на мировом первенстве в Санкт-Морице повторил это достижение, только на сей раз в двойках.